# Александров, Георгий Николаевич (юрист)
Гео́ргий Никола́евич Алекса́ндров (1902—1979) — советский юрист, следователь, работник Генеральной прокуратуры СССР, правовед. Государственный советник юстиции 3 класса (генерал-майор), помощник Генерального прокурора СССР. Заслуженный юрист РСФСР. Автор книги «Нюрнберг вчера и сегодня» (1971).

## Биография
С 15 лет стал работать в сельскохозяйственной коммуне, в 17 лет вступил в РКП(б) и пошёл добровольцем в Красную Армию: до сентября 1921 года в составе Московского коммунистического кавалерийского полка Первой конной сражался с белополяками и врангелевцами. Весной 1920 года назначен военным следователем в революционный военный трибунал дивизии. После демобилизации вернулся в Москву, где работал следователь прокуратуры Хамовнического района, а затем прокурором Орехово-Зуевского района Московской области. В 1934 году заочно окончил факультет советского права Московского университета, после чего работал следователем по особо важным делам Прокуратуры СССР, помощником Генерального прокурора СССР, многие годы был заместителем начальника следственного управления центрального аппарата. 
С первых дней Великой Отечественной войны осуществлял надзор за законностью в деятельности наркомата авиационной промышленности, выполнял также обязанности начальника штаба противовоздушной обороны Прокуратуры СССР. С сентября 1945 года принимал непосредственное участие в подготовке и работе Международного трибунала в Нюрнберге. После окончания его окончания ещё более четверти века искал и исследовал недостающие, скрытые от истории факты преступлений нацизма. В 1969 году активно участвовал в подготовке и проведении Международной конференции по вопросам преследования нацистских преступников, а в 1971 году — конференции, посвященной 25-летию Нюрнбергского приговора.
Последние годы работал помощником Генерального прокурора СССР для особых поручений, был учёным секретарём научно-методического совета Прокуратуры СССР, членом учёного совета Института государства и права Академии наук СССР. Входил в редакционную коллегию журнала «Правоведение».

### Нюрнбергский процесс
Как начальник следственной части советской делегации, которая должна была подготовить материалы к предстоящему процессу, допрашивал многих из главных нацистских военных преступников, был одним из обвинителей от советской делегации. С сентября 1945 года был в составе следственной группы при Главном обвинителе от СССР Р. А. Руденко. В ходе процесса допрашивал Я. Шахта, Б. фон Шираха, Ф. Заукеля, свидетелей. В дальнейшем много занимался организацией розыска и осуждения скрывающихся нацистских преступников.
Руководил специальной следственной группой в составе советской делегации по изучению документов, в дальнейшем возглавлял прокурорскую группу в подчинении Главного обвинителя от СССР Р. А. Руденко. Оперативные вопросы решала специальная бригада Главного управления контрразведки «Смерш», которой руководил М. Т. Лихачёв. Между ними существовали трения. Некоторые работники группы питали подозрения друг к другу. Ещё до начала процесса контрразведчики донесли в Москву, что Г. Н. Александров якобы «слабо парирует» антисоветские выпады обвиняемых. Александрову пришлось письменно оправдываться перед прокурором СССР К. П. Горшениным, что никаких выпадов со стороны обвиняемых ни против СССР, ни против него лично не было и что беспочвенные обвинения мешают работе.

## Награды и звания
- Заслуженный юрист РСФСР
- Орден Октябрьской Революции
- Орден Трудового Красного Знамени
- Отечественной войны I степени.